# Sielsowiet Lenin
Sielsowiet Lenin (biał. Ленінскі сельсавет, ros. Ленинский сельсовет) – sielsowiet na Białorusi, w obwodzie homelskim, w rejonie żytkowickim, z siedzibą w Leninie.

## Demografia
Według spisu z 2009 sielsowiet Lenin zamieszkiwało 1409 osób, w tym 1379 Białorusinów (97,87%), 16 Ukraińców (1,14%), 6 Rosjan (0,43%), 4 Polaków (0,28%), 3 osoby innych narodowości i 1 osoba, która nie podała żadnej narodowości. Do 1 stycznia 2018 liczba ludności spadła do 1102 osób zamieszkujących w 544 gospodarstwach domowych.
Struktura ludności ze względu na wiek na dzień 1 stycznia 2018:
- dzieci i młodzież do 15 lat: 131 (11,89%)
- osoby w wieku produkcyjnym[a]: 544 (49,36%)
- osoby w wieku emerytalnym[b]: 427 (38,75%)

## Geografia i transport
Sielsowiet położony jest na Polesiu, w zachodniej części rejonu żytkowickiego, obejmując najdalej na zachód wysuniętą część obwodu homelskiego. Największą rzeką jest Słucz. Większość terytorium sielsowietu pokrywają lasy. Niewielka jego część należy do Rezerwatu Krajobrazowego Środkowa Prypeć.
Przebiega przez niego droga republikańska .

## Miejscowości
- agromiasteczko:
  - Lenin
- wsie:
  - Budy
  - Hryczynowicze
  - Jelno
  - Korczewatka
  - Małe Steblewicze
  - Nawalenin
  - Połuściewicze
  - Sukaczy
  - Tymoszewicze
  - Wielkie Steblewicze